# Cavot
Cavot war ein niederländisches Volumenmaß für Getreide in der Provinz Westflandern, besonders in der Stadt Kortrijk (franz. Courtrai). Die heutige belgische Region war einst niederländisch bestimmt.
- 1 Cavot = 1173,25 Pariser Kubikzoll = 22,25 Liter
- 4 Cavot = 1 Rasière/Mudde/Scheffel